# Hôtel de Chalon-Luxembourg
L’hôtel de Chalon-Luxembourg est un hôtel particulier situé au 26, rue Geoffroy-l'Asnier, dans le 4e arrondissement de Paris, édifié à partir de 1625 dans le quartier parisien du Marais. Il est propriété de la Ville de Paris et est classé monument historique en 1977.

## Histoire

### Construction
Sur un terrain qui appartenait à Antoine Le Fèvre de la Borderie, ambassadeur d’Henri IV en Angleterre, puis à son gendre, Robert Arnauld d’Andilly, et où se trouvaient un jeu de paume et une petite maison, ce petit hôtel est bâti à partir de 1623 pour le compte de Guillaume Perrochel, qui était maître d'hôtel du roi. L'architecte est inconnu.
Le terrain est assez étroit et l'hôtel, en brique rose, pierre blanche et toit d'ardoise de style Louis XIII, se développe en deux bâtiments accolés de la profondeur d'une pièce, sur deux étages et combles, possédant chacun leur propre toiture à deux pentes. Il aurait été loué à une famille Chalon, négociants rouennais, avant d'être acheté, à la mort de Guillaume Perrochel, en 1658, par Marie Amelot de Béon-Luxembourg, c'est elle qui adjoint les deux petits refends latéraux sur le côté jardin. Elle construisit aussi en 1659, le portail sur la rue, très somptueux, avec le bâtiment des communs qui l'entoure, formant une cour. De l'autre côté, un petit jardin est aménagé.

### Ventes successives

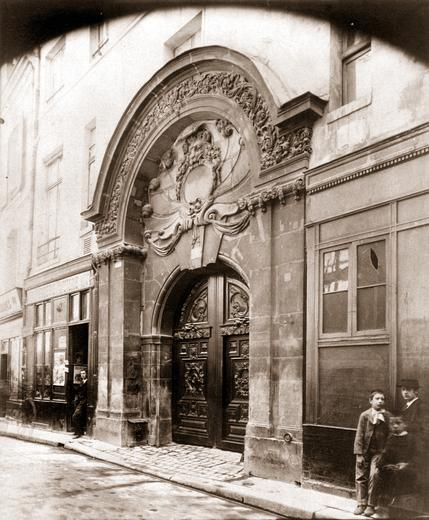
L'hôtel de Chalon-Luxembourg au n°26 de la rue Geoffroy-l'Asnier, vers 1910 - Eugène Atget.

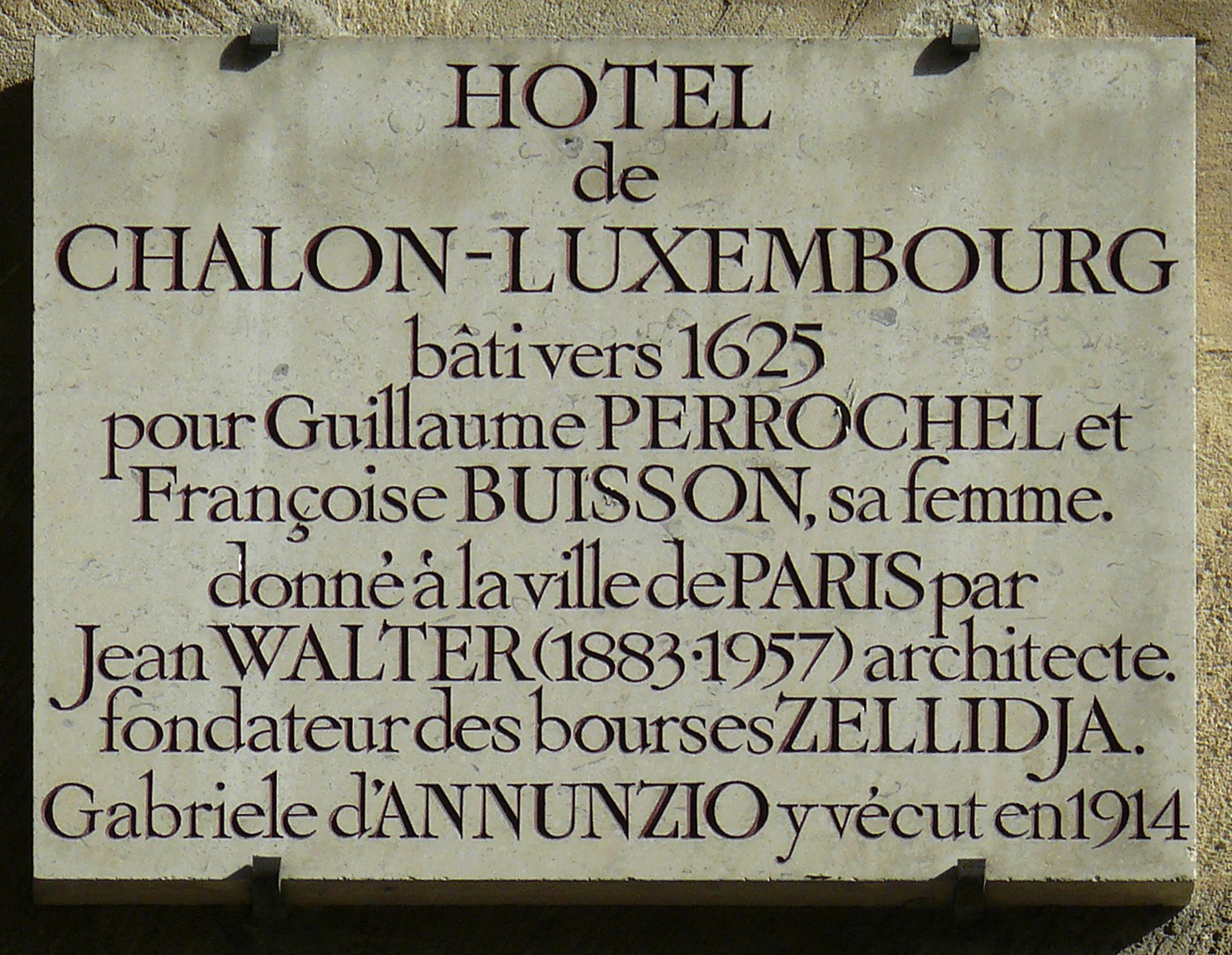
Plaque commémorative.

Marie Amelot meurt en 1702 à 97 ans. L'hôtel reste dans la famille jusqu'en 1762 puis est acheté par une dame Lelong. Ses héritiers le revendent en 1770 pour 60 000 livres à un parent, Roger de Gadencourt, qui à son tour le cède en 1779 pour 80 000 livres à Claude Pollissard, un marchand de vin du roi. Il reste dans cette famille jusqu'au début du XXe siècle. C'est le peintre-caricaturiste Charles Huard qui le rachète.
Le poète italien Gabriele D'Annunzio loue le rez-de-chaussée en 1915, il y restera moins d'un an. Finalement les Huard abandonnent l'hôtel, devenu vétuste, après l'avoir complètement dépouillé de son mobilier et de ses boiseries. Le propriétaire suivant, qui l'achète pour un franc symbolique et s'engage à le restaurer, est l'architecte Jean Walter. Il en fait don à la Ville de Paris en 1948. En 1977, il est enfin classé monument historique et partiellement restauré en 1990. Il abrite quelques années la Commission du Vieux-Paris. Mais l'état de l'hôtel nécessite d'importants travaux, l'escalier d'honneur menace de s'écrouler. Il est à nouveau fermé et en cours de sauvetage.
L'hôtel particulier est squatté, et la Ville de Paris décide de le mettre en vente mais cette entreprise échoue. Finalement, un bail emphythéotique de 99 ans est prévu pour le mémorial de la Shoah, d'Éric de Rothschild, qui compte y installer ses services administratifs.

## Description

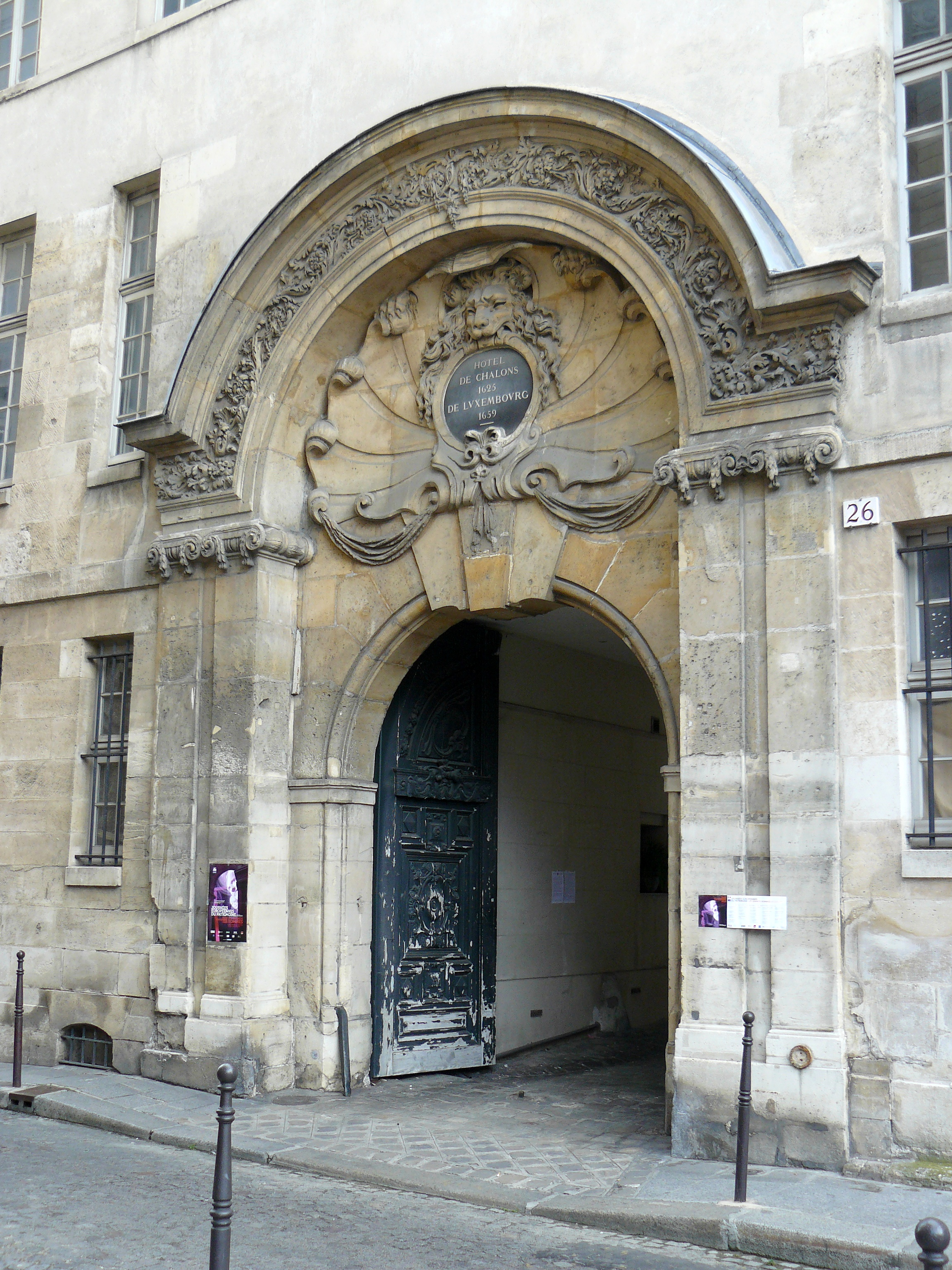
Le portail sur la rue.
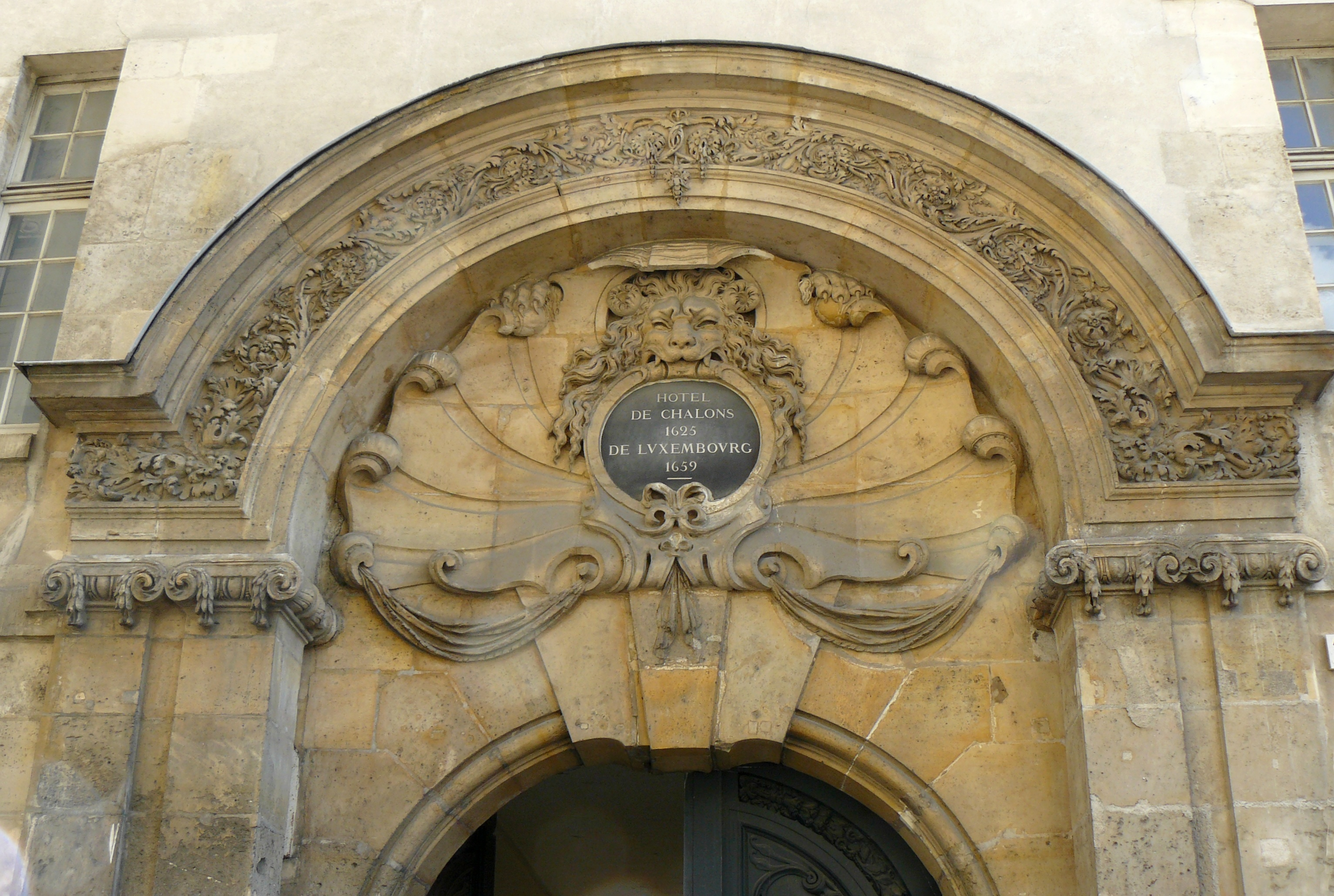
Détail du tympan du portail, contrairement à ce qu'on peut y lire, Chalon s'écrit sans « s »
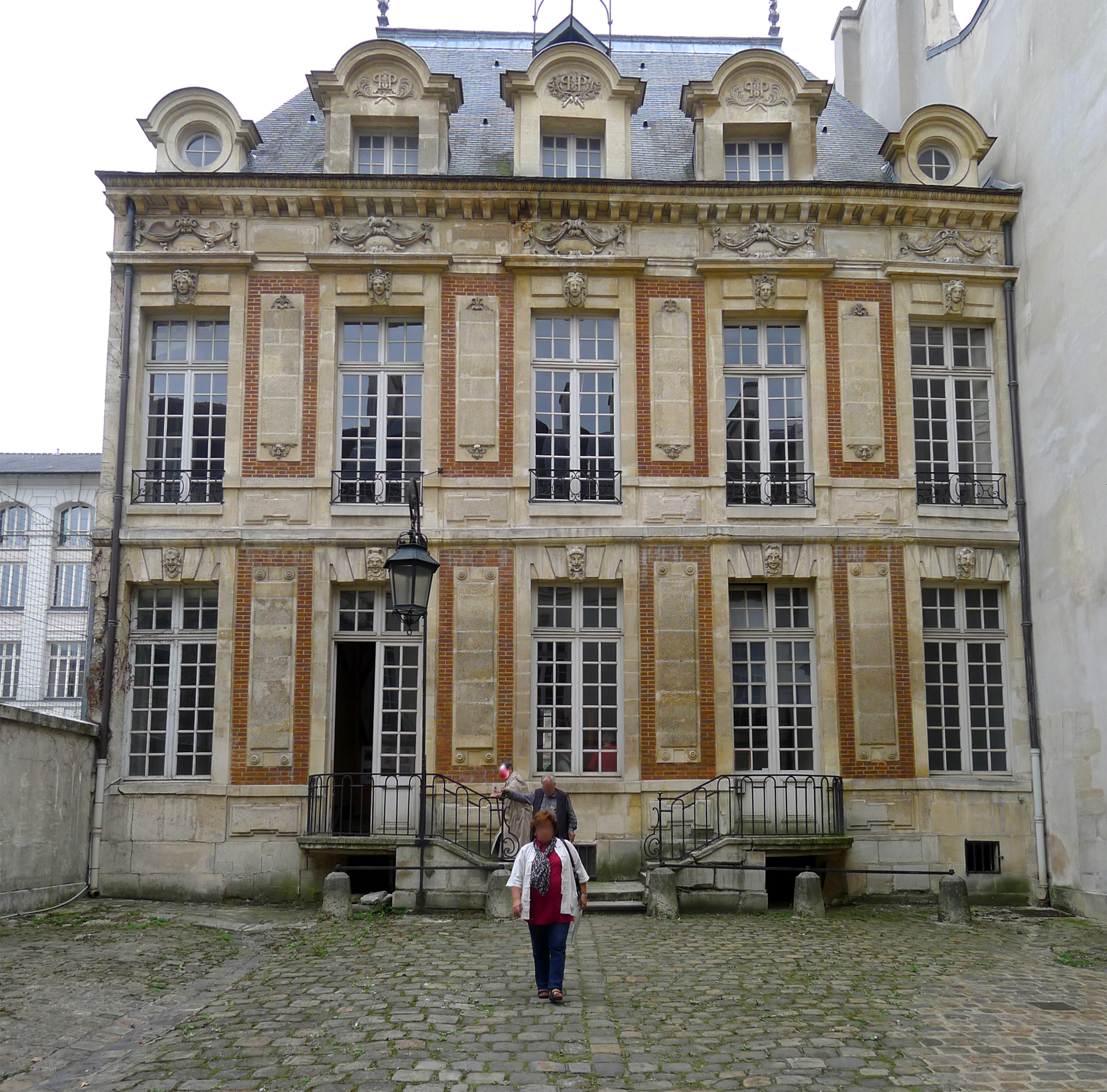
La façade principale sur cour
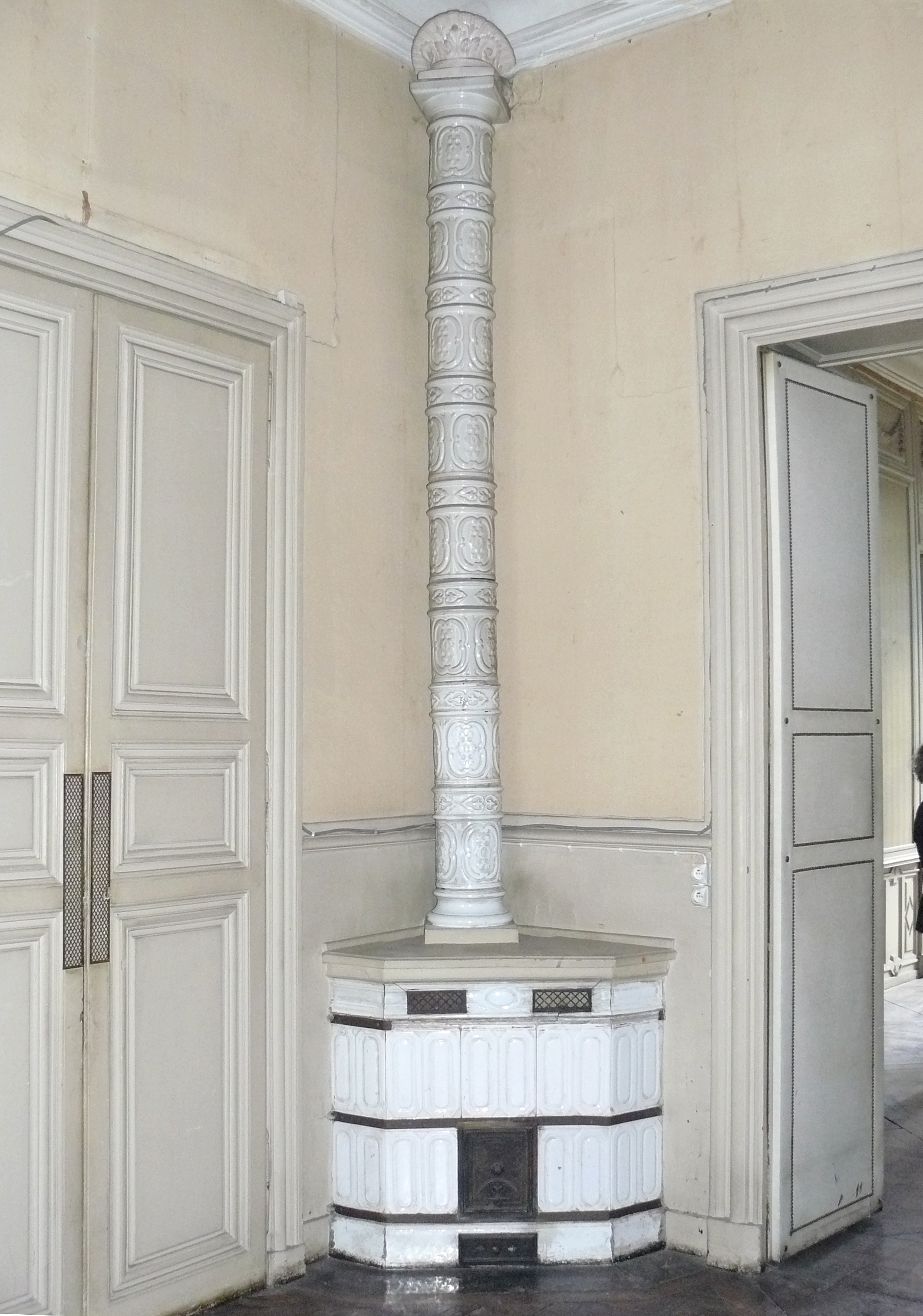
La cheminée en faïence du XVIIe siècle

## Accès
Ce site est desservi par la station de métro Saint-Paul.